# 謝希徳
謝希徳（しゃ きとく、1921年3月19日 – 2000年3月4日）は中国の物理学者。1983年から1989年まで復旦大学の学長を務め、1989年から亡くなるまで大学顧問を務めた。同大学のアメリカ研究センターの設立を援助し、1977年に現代物理学研究所を設立した。
1982年から1992年まで中国共産党中央委員会の委員も務めた。

## 経歴
中国南東部の福建省泉州市出身。教育を重視する家庭に生まれた。父の謝玉銘はシカゴ大学でPh.D.を取得し、北京の燕京大学で教鞭をとっていた。
子供のころは北京で過ごした。1942年、厦門大学で物理学、数学の勉強を開始し、1946年に卒業した。上海大学で1年間教鞭をとり、アメリカのスミス大学で物理学の修士課程で勉強する奨学金を得ることができ、1949年に卒業した。マサチューセッツ工科大学で研究を続け、1951年に物理学のPh.D.を取得した。
1951年から1952年までMITで研究スタッフとして働いた。その後中国に戻り上海の復旦大学物理学科の講師となった。1952年から1956年までこの地位にあった。その後同大学の准教授となり1956年から1962までその立場にあった。1958年から1966年までは中国科学院の上海技術物理研究所で副所長を務めた。1962年に復旦大学の物理学教授に任命され、その職についた。1978年から1983年まで復旦大学現代物理学研究所の所長を務めた。1978年に復旦大学の副学長、1983年に学長に任命され、1988年まで務めた。中華人民共和国における主要総合大学での初の女性学長であった。1985年から復旦大学アメリカ研究センター所長を務め、1988年には復旦大学の顧問に任命された。
優れた教育指導者であり、中国の国際コミュニティとの教育関係の発展の鍵となる人物である。
科学者としては優れたキャリアを追求し、固体物理学の分野で重要な貢献をした。彼女の研究は固体物理、半導体物理、表面物理に集中していた。
1982年に共産党中央委員会に任命され、210人の正委員の1人として務めた。
大学院での研究を終えた後に、長年の友人であり後に著名な生化学者となった曹天欽と結婚した。1956年に息子を出産している。
2000年3月4日に亡くなった。

## 発表された業績
80以上の論文および本、モノグラフを発表している。その中のいくつかは以下の通り
- "Resonant Cavity Study of Semiconductors," Journal of Applied Physics 25 (3): 302–307 (1954), Bibcode: 1954JAP....25..302H  doi:10.1063/1.1721630, with J.M. Goldey and S.C. Brown.
- "Electronic Properties of Metals Chemisorbed on Semiconductor Surface and Metal/Semiconductor Interfaces," Progress in Surface Science 28 (2): 71–179 (1988), Bibcode: 1988PrSS...28...71X  doi:10.1016/0079-6816(88)90009-3
- "Overview of Metal/Semiconductor Interfaces," The Structure of Surfaces. Springer Series in Surface Sciences 24. Berlin: Springer, 1991, p. 576.
- "Recent Developments in Some Metal/Semiconductor and Superlattice Interfaces," Materials Chemistry and Physics 38 (1): 1–13 (1994), doi:10.1016/0254-0584(94)90139-2
- "Vibrational Properties of Si/Ge Superlattices," Progress in Surface Sciences 54 (1): 69–113 (1997),  doi:10.1016/s0079-6816(97)00002-6, with Zhang Kaiming and Zi Jian.
- "Ab initio calculation of the structure of the random alloys SnxGe1-x" Phys. Rev. B 56 (19): 12084–12087 (1997), Bibcode: 1997PhRvB..5612084S  doi:10.1103/physrevb.56.12084, with Jianhua Shen, Jian Zi, and Ping Jiang.

以下の本も出版している
- Semiconductor Physics. Science Publisher, 1958, with K. Huang.
- Group Theory and Its Applications. China: Science Publisher, 1986.

## 栄誉
アメリカ、イギリス、日本、カナダ、香港、中国などにある世界の12大学から名誉博士号を受けている。アメリカ物理学会フェロー、世界科学アカデミー(TWAS)会員、中華人民共和国との学術コミュニケーション委員会の卓越教授であった。

## 関連書物
- Shearer, Benjamin F; Shearer, Barbara Smith (1997). Notable women in the physical sciences : a biographical dictionary. Westport, Conn.: Greenwood Press. ISBN 9780313293030。

| Political offices     | Political offices                    | Political offices       |
| --------------------- | ------------------------------------ | ----------------------- |
| Preceded by Li Guohao | Chairman of Shanghai CPPCC 1988–1993 | Succeeded by Chen Tiedi |